# Михаил, Давид
Давид Михаил (швед. David Mikhail; род. 13 декабря 1998, Стокгольм) — шведский футболист, вратарь «Вернаму».

## Клубная карьера
Является воспитанником клубов «Сёдертелье» и «Сюрианска». В 2017 году перешёл в «Худдинге». За основную команду клуба провёл два сезона во втором дивизионе. Затем выступал за «Стокгольм Интернасионале». 12 января 2023 года продлил контракт с клубом, но уже 30 января покинул команду и перешёл в «Тебю». Первую игру за основной состав провёл 2 апреля в матче первого дивизиона с «Питео». В общей сложности провёл в чемпионате все встречи без замен. В январе 2024 года продлил контракт с Тебю на один год.
1 марта 2021 года стал игроком «Вернаму», с которым подписал контракт, рассчитанный на два года. В августе того же года на правах аренды до конца сезона отправился в финский «Лахти». 1 сентября в игре с «Хакой» дебютировал в чемпионате Финляндии, выйдя на замену в середине второго тайма.

## Клубная статистика
| Выступление              | Выступление      | Выступление      | Лига | Лига | Кубки | Кубки | Конт. кубки | Конт. кубки | Разное | Разное | Итого | Итого |
| Клуб                     | Лига             | Сезон            | Игры | Голы | Игры  | Голы  | Игры        | Голы        | Игры   | Голы   | Игры  | Голы  |
| ------------------------ | ---------------- | ---------------- | ---- | ---- | ----- | ----- | ----------- | ----------- | ------ | ------ | ----- | ----- |
| Худдинге                 | Дивизион 2       | 2018             | 10   | -19  | 0     | 0     | 0           | 0           | 0      | 0      | 10    | -19   |
| Худдинге                 | Дивизион 2       | 2019             | 23   | -45  | 0     | 0     | 0           | 0           | 0      | 0      | 23    | -45   |
| Худдинге                 | Итого            | Итого            | 33   | -64  | 0     | 0     | 0           | 0           | 0      | 0      | 33    | -64   |
| Стокгольм Интернасионале | Дивизион 1       | 2022             | 21   | -30  | 1     | -2    | 0           | 0           | 0      | 0      | 22    | -32   |
| Стокгольм Интернасионале | Итого            | Итого            | 21   | -30  | 1     | -2    | 0           | 0           | 0      | 0      | 22    | -32   |
| Тебю                     | Дивизион 1       | 2023             | 30   | -51  | 1     | -3    | 0           | 0           | 0      | 0      | 31    | -54   |
| Тебю                     | Итого            | Итого            | 30   | -51  | 1     | -3    | 0           | 0           | 0      | 0      | 31    | -54   |
| Лахти                    | Вейккауслига     | 2024             | 3    | -5   | 0     | 0     | 0           | 0           | 1      | -2     | 4     | -7    |
| Лахти                    | Итого            | Итого            | 3    | -5   | 0     | 0     | 0           | 0           | 1      | -2     | 4     | -7    |
| Всего за карьеру         | Всего за карьеру | Всего за карьеру | 87   | -150 | 2     | -5    | 0           | 0           | 1      | -2     | 90    | -157  |